# Gajraula
Gajraula är en ort i Indien.   Den ligger i distriktet Jyotiba Phule Nagar och delstaten Uttar Pradesh, i den norra delen av landet, 100 km öster om huvudstaden New Delhi. Gajraula ligger 213 meter över havet och antalet invånare är 50 380.
Terrängen runt Gajraula är mycket platt. Runt Gajraula är det tätbefolkat, med 570 invånare per kvadratkilometer. Närmaste större samhälle är Hasanpur, 14,4 km söder om Gajraula. Omgivningarna runt Gajraula är en mosaik av jordbruksmark och naturlig växtlighet.